# 長頸海豹
長頸海豹 (學名：Phoca mutica)是海豹屬的假定物種，1681年尼希米·格鲁根據一張由皇家学会收藏的來源不明的毛皮描述。
1751年詹姆斯·帕森斯繪製了該標本的插圖，  1792年羅伯特‧克爾將其命名為Phoca mutica。 1800年喬治·肖提出了異名Phoca longicollis。 此後模式標本遺失，因此該物種的存在仍未得到證實。